# Hisukattus simplex
Hisukattus simplex là một loài nhện trong họ Salticidae.
Loài này thuộc chi Hisukattus. Hisukattus simplex được Cândido Firmino de Mello-Leitão miêu tả năm 1944.